# 928
Cette page concerne l'année 928  du calendrier julien.
L'année 928 est une année bissextile qui commence un mardi.

## Événements
- Le kharidjite Abu Yazid, abandonne l’école coranique dans laquelle il enseignait pour prêcher la révolte, dans les Aurès en Algérie, contre les Fatimides auprès des Berbères Zénètes, accompagné de son épouse, de ses quatre fils et de son disciple aveugle Abu Amar[1].
- Le roi de Mataram Mpu Sindok déplace sa capitale du centre dans l'Est de Java[2].
- Le général byzantin Jean Kourkouas envahit l’Arménie arabe où il échoue devant Dvin[3].

### Europe
- 21 janvier : la révolte des mozarabes de Bobastro est écrasée en Espagne[4]. L'émir de Cordoue Abd al-Rahman III parvient à réunifier presque toute l’Espagne musulmane.
- Mars : entrevue pendant le carême entre le comte Herbert de Vermandois et le roi Raoul de Bourgogne. Herbert reçoit la ville de Laon qui est abandonnée par la reine Emma. Il fait raser le château de Mortagne qui appartient à Roger II de Laon, dépouillé de son comté[5].
  - Henri l'Oiseleur intervient en Lorraine pour soumettre le comte Boson, frère de Raoul de Bourgogne, qui s'est emparé de terres ecclésiastiques ; Boson lui rend un serment de fidélité et restitue les domaines pris aux évêchés de Verdun et de Metz. Après cet accord, Herbert et Hugues se rendent de nouveau auprès de Henri pour le décider à intervenir en faveur de Charles le Simple, mais celui-ci refuse ; Herbert fait alors volte-face, fait hommage à Raoul contre la cession définitive de Laon. Charles le Simple est remis en captivité[5].
- Mai[6] : le pape Jean X est incarcéré et assassiné ainsi que son frère sur ordre de Marozie et de son époux Guy de Toscane[7]. Léon VI, prêtre de l'église de Sainte-Suzanne à Rome, est choisi par Marozie pour lui succéder puis est également assassiné par cette dernière[8].
- 5 juin : mort de Louis III l'Aveugle. Hugues d'Arles quitte l'Italie immédiatement pour se faire reconnaitre comme roi de Provence au détriment du fils bâtard du défunt, Charles-Constantin de Vienne[5].
- Novembre : entrevue entre Hugues d'Arles et Raoul de Bourgogne à Vienne. Raoul semble obtenir la suzeraineté effective sur le comté de Vienne qui est attribué à Eudes, fils d'Herbert de Vermandois. Hugues retourne en Italie pendant que Raoul se rend à Reims où il fait la paix avec Charles le Simple, lui rendant le palais d'Attigny[9].
- Décembre : début du pontificat d'Étienne VII (fin en 931)[6].

- Pendant l'hiver, Henri l’Oiseleur attaque les Wendes. Le Brandebourg (Brennaburg) devient margraviat de la Francie orientale[10] (fin en 982). Avec l'aide d'Arnulf de Bavière il entre à Prague où le duc tchèque Venceslas de Bohême consent à prêter hommage et à payer un tribut[11].

- Complot déjoué en faveur de Christophoros, fils de Romain Ier, ourdi par son beau-père le patrice Niketas, qui est fait moine[12].
- Famine due à un hiver rigoureux dans l'Empire byzantin (927-928). Pour acheter des denrées alimentaires, la petite paysannerie vend ses terres à des prix très inférieurs à leur valeur, souvent de plus de la moitié. L’empereur rétablit le droit de préemption, l’élargit à la communauté villageoise en tant que telle, mais le limite à six mois (928). Cette disposition est insuffisante car les faibles n’avaient plus de quoi acheter les terres vacantes et les puissants ont pu acheter durant l’hiver 927-928 des villages entiers[3].